# Nina Annabelle Märkl
Nina Annabelle Märkl (* 12. Dezember 1979 in Dachau) ist eine deutsche Künstlerin.

## Leben und Ausbildung

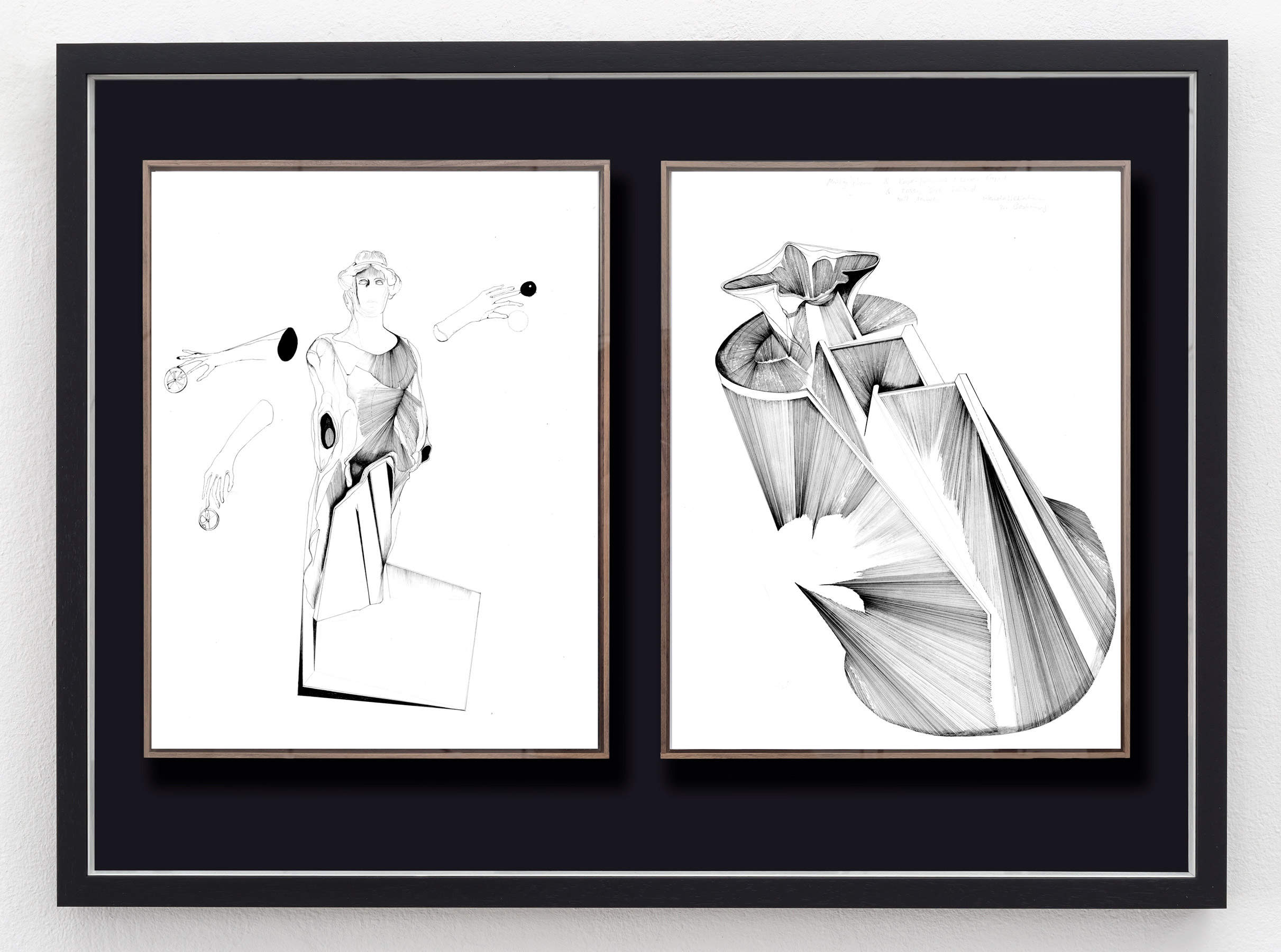
Antike Applikationen – Shifting Perceptions 15, Tusche und Bleistift auf Papier, 50 × 70 cm, 2018/2016

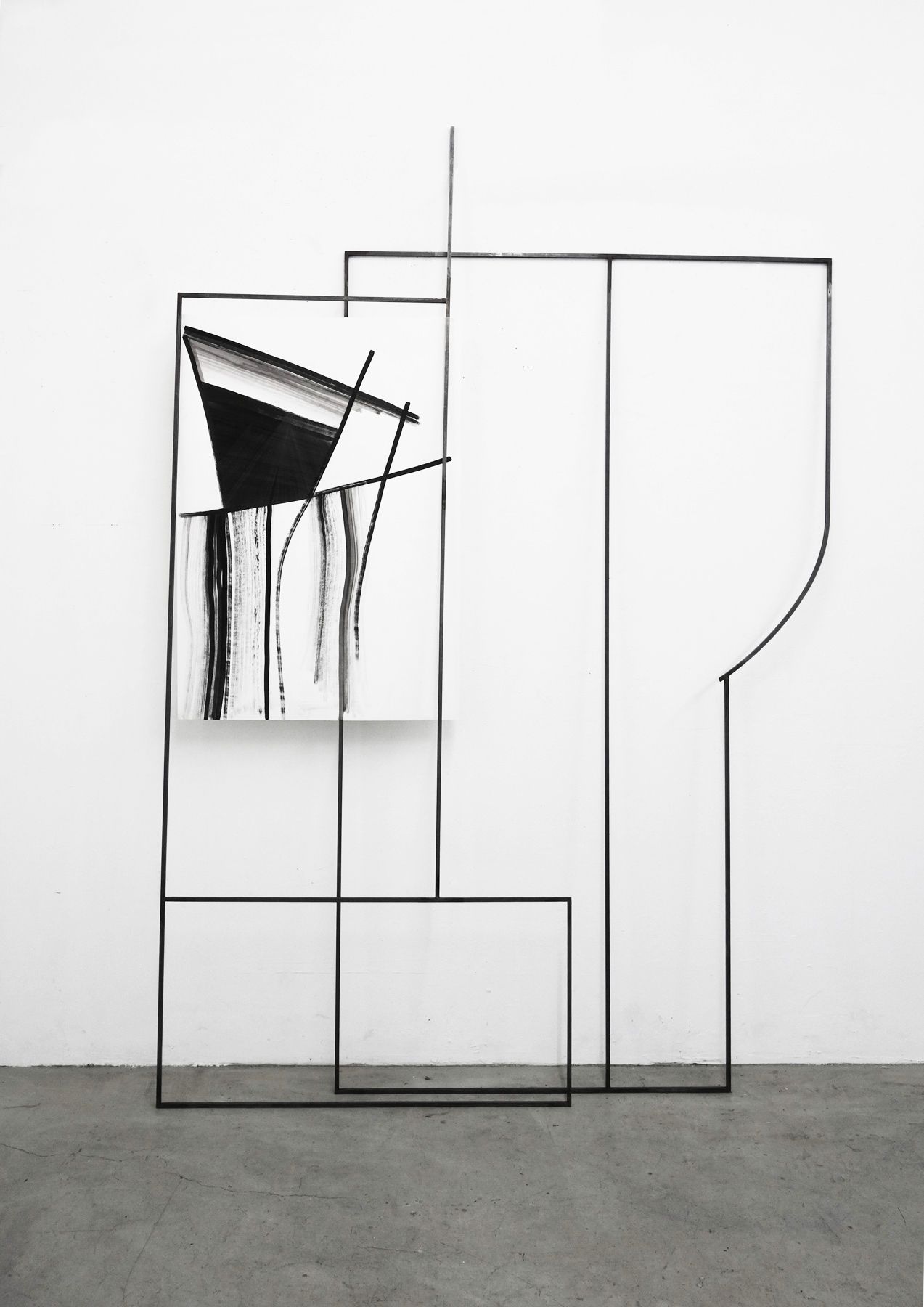
Ornament und Off-Form 9, Tusche und Bleistift auf Papier, Stahl, Magnete, 250 × 140 × 30 cm, 2019

Nina Annabelle Märkl studierte an der Akademie der Bildenden Künste München bei Fridhelm Klein, Matthias Wähner und Stephan Huber.
Ihre Arbeit bewegt sich zwischen Zeichnung, Installation und Objekt. Die Zeichnung erfährt durch Faltungen und Cutouts eine Erweiterung in den Raum. In der Verbindung von Zeichnung, Holzmodulen, Glas- und Stahlobjekten entstehen Rauminstallationen, die den Betrachter und seine Bewegung mit einbeziehen. Stahlzeichnungen verbinden sich mit abstrakten Tuschezeichnungen auf Papier zu plastischen Konstellationen, die situativ veränderbar sind und auf die Bewegungen des Tageslichts reagieren.
Nina Annabelle Märkl lebt und arbeitet in München.

## Einzelausstellungen
- 2019: Morphosen, Galerie Straihammer und Seidenschwann, Wien
- 2018: The space between, mit Jenny Forster, BBK-Unterfranken, Würzburg
- 2017: Aggregate und Zustände, Galerie Straihammer und Seidenschwann, Wien
- 2016: Torsionen, Galerie MaxWeberSixFriedrich, München
- 2016: Permeable Entities, Artothek München
- 2016: Possible Spaces, Kunstinsel am Lenbachplatz, München
- 2016: per | me | able, Kunstverein Landshut
- 2016: Inselgruppe bei Kunstlicht, Kunstverein Essenheim
- 2015: Balancing the Whimsical, Guestroom Galerie Dina Renninger, München
- 2015: Shifting Perspectives, Torn Page Pop-Up, New York City
- 2014: don't walk the line, zusammen mit Reinhard Voss Kunstverein Pforzheim, Reuchlinhaus
- 2013: Museum of Happiness, Galerie MaxWeberSixFriedrich, München
- 2012: Inside Out, Kunstraum Anna Schmitt, Düsseldorf
- 2011: Casting Shadows, Galerie MaxWeberSixFriedrich, München
- 2010: Haarriss, galerieGEDOKmuc, München, Katalogpräsentation Drawing Attention

## Auszeichnungen und Förderungen
- 2019: Artist in Residence, Yamakiwa Gallery, Tōkamachi, Niigata, Japan
- 2016: Unterstützung der Monographie Permeable Entities durch die Erwin und Gisela von Steiner Stiftung München
- 2016: Bayerisches Atelierförderprogramm 2017–2018
- 2015: Stipendium der Prinzregent Luitpold Stiftung, Unterstützung der 2016 erschienenen Monographie Permeable Entities
- 2015: Artist in Residency Stipendium in New York City – International Studio and Curatorial Program (ISCP)
- 2014: Bayerisches Atelierförderprogramm 2015–2016
- 2014: Unterstützung des Projekts Shifting Perceptions durch die Erwin und Gisela von Steiner Stiftung München
- 2011: Projektstipendium für Bildende Kunst der Stadt München
- 2010: Atelierförderung der Stadt München
- 2010: Artist in Residency Stipendium in Düsseldorf, Pilot_Projekt für Kunst e.V.
- 2010: Debütantenpreis des Bayerischen Staatsministeriums für Wissenschaft, Forschung und Kunst
- 2010: New Positions, 44. Art Cologne, Galerie MaxWeberSixFriedrich
- 2010: Förderfläche Contemporary Art Ruhr 2010, Forum & Medienkunst-Messe, Welterbe Zollverein, Essen
- 2009: Förderfläche Contemporary Art Ruhr 2009, Messe für zeitgenössische Kunst, Welterbe Zollverein, Essen
- 2009: Artist in Residency Stipendium in Stettin
- 2009: Europäisches Kunststipendium Oberbayern

## Kuratorische Tätigkeit und Lehre
- 2013: Kuratorische und organisatorische Mitarbeit beim Symposion Zeichnen als Erkenntnis, Akademie der Bildenden Künste München
- seit 2011: Lehraufträge für Zeichnung, Akademie der Bildenden Künste München

## Publikationen und Literatur
- 2017: Silvie Aigner: Spotlight München: Nina Annabelle Märkl, in: PARNASS Verlag (Hg.), Up&Coming – Junge Kunstszene Wien, München, Berlin (= Kunstmagazin PARNASS Special, Heft Nr. 1), Wien 2017, S. 52.
- 2016: Florian Matzner (Hrsg.): Permeable Entities, Monographie Nina Annabelle Märkl, Bielefeld 2016.
- 2014: Nina Annabelle Märkl: Doppelgänger II, in: Barbara Lutz-Sterzenbach, Maria Peters, Frank Schulz (Hrsg.), Bild und Bildung. Praxis, Reflexion, Wissen im Kontext von Kunst und Medien, München 2014, S. 176–177.
- 2014: Nina Annabelle Märkl: Zeichnungen, in: Barbara Lutz-Sterzenbach, Johannes Kirschenmann (Hrsg.), Zeichnen als Erkenntnis. Beiträge aus Kunst, Kunstwissenschaft und Kunstpädagogik, München 2014, S. 202–205.
- 2013: Basak Malone: Nina Annabelle Märkl, in: Basak Malone (Hrsg.), The New Collectors Book. Second Edition, New York, 2013, S. 79.
- 2010: Florian Matzner (Hrsg.): DRAWING ATTENTION. Monographie Nina Annabelle Märkl, München 2010.